# Žebrácký roh

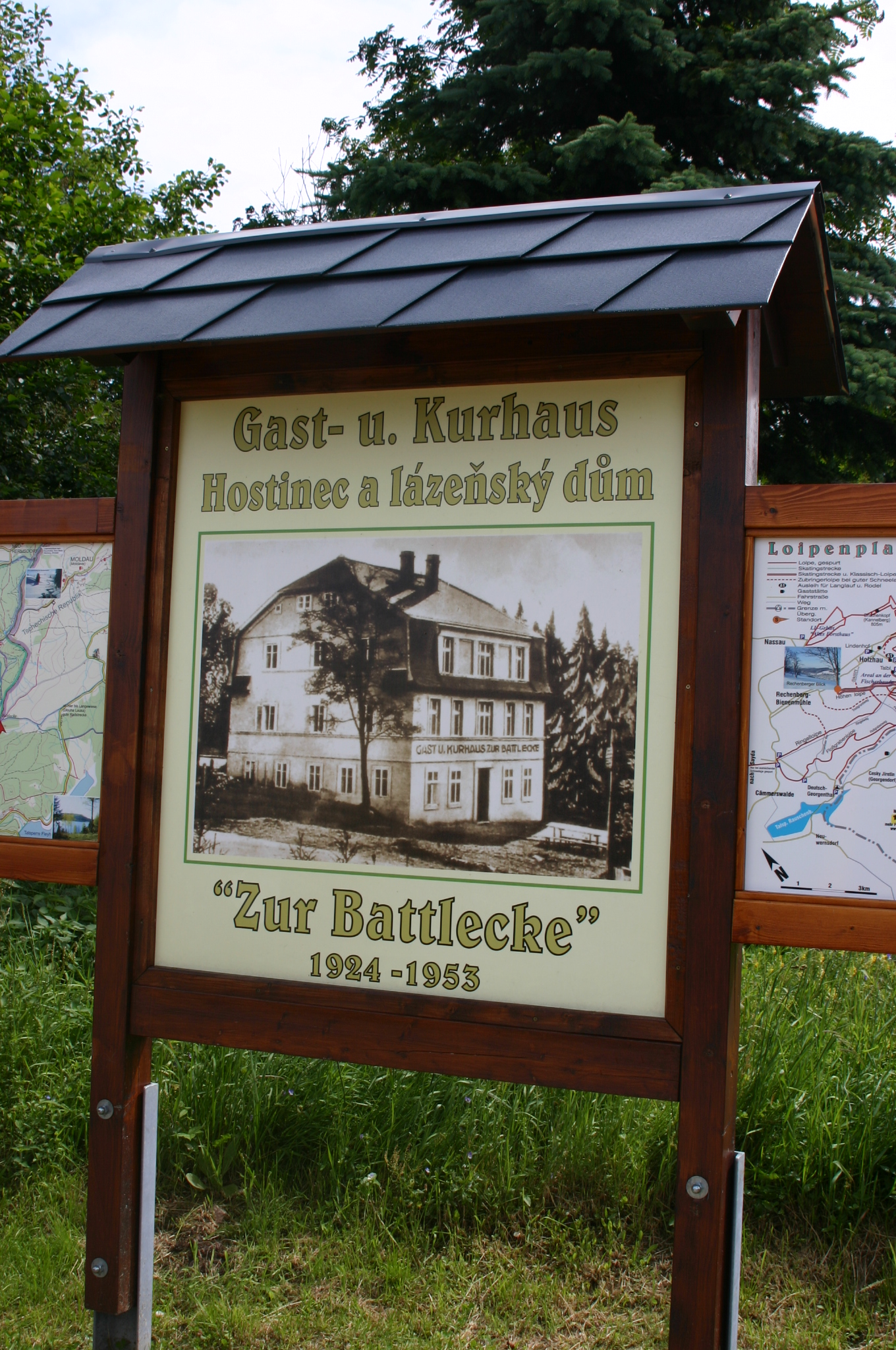
Informační tabule na Žebráckém rohu

Žebrácký roh (německy Bettleck) je název zaniklé samoty v okrese Teplice v Ústeckém kraji, která se nacházela v Krušných horách na Bystrém potoce, který zde tvoří státní hranici s Německem. Místo leží na rozhraní katastrálních území bývalých osad Pastviny a Mackov v nadmořské výšce 770 metrů na křižovatce cest z Flájí přes Mackov do německého Holzhau a z Moldavy do Českého Jiřetína.

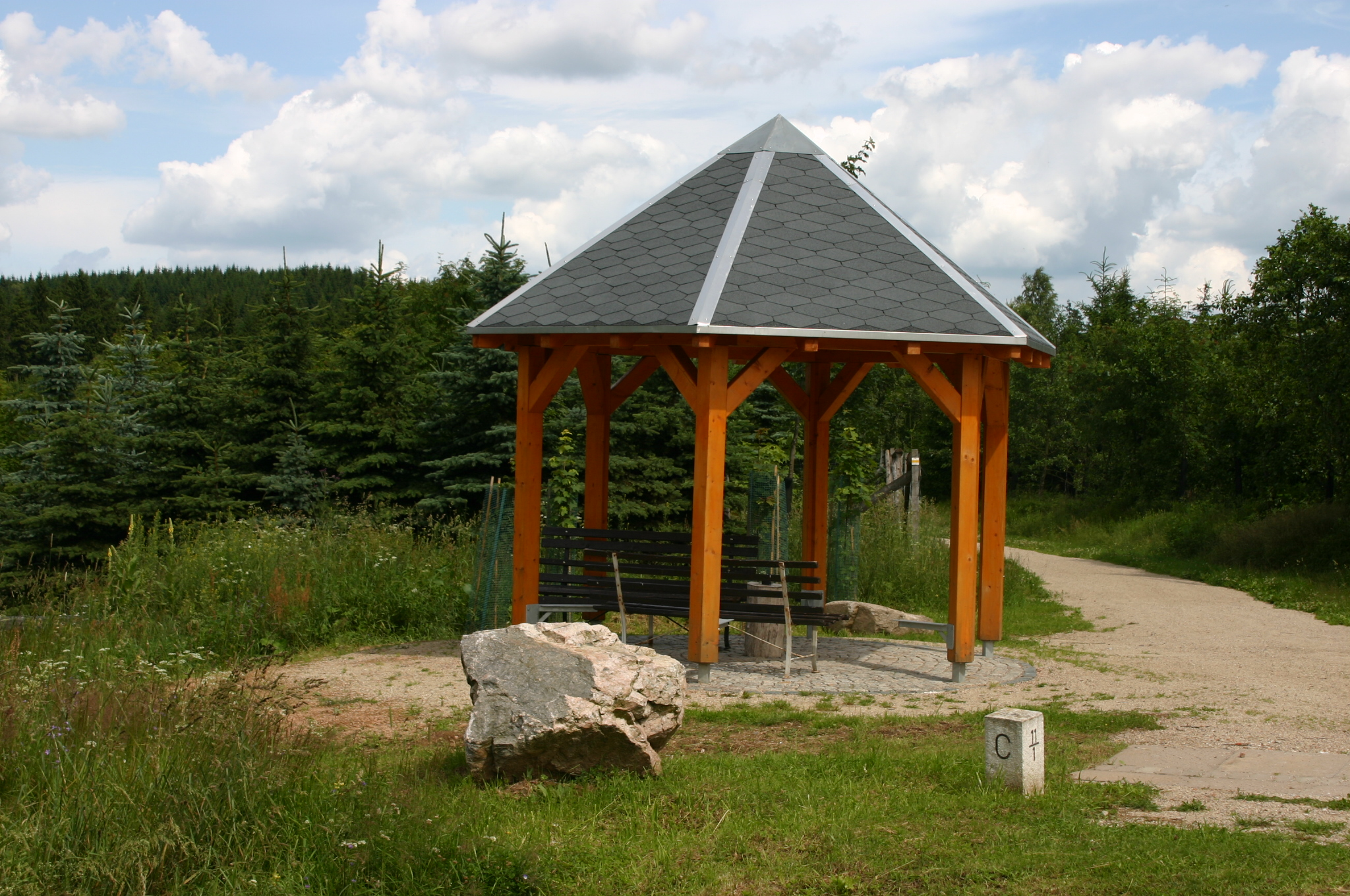
Odpočívadlo na Žebráckém rohu

Vznik zdejšího hraničního bodu má souvislost s těžbou dřeva v krušnohorských lesích. V roce 1583 zde na české straně nechalo saské město Freiberg postavit budovu pro Horní vorařský výplatní úřad, kde voraři, kteří plavili dřevo po řece Muldě do Freibergu, dostávali svůj výdělek. Místo také sloužilo jako ubytovna pro dřevorubce a nádeníky, kteří zde mohli přenocovat. Nízké mzdy vorařů a dřevorubců daly místu název Žebrácký roh. Dělníci pocházeli především z okolích osady Pastviny, Oldříš, Mackov a Vilejšov.
Protože místo leželo na křižovatce cest, probíhal zde obchod a tak byla zřízena celnice na německé straně v Oberholzhau a na české straně na Žebráckém rohu. V roce 1924 zde byl vystavěn hostinec Na Žebráckém rohu (Zur Battlecke), který se stal oblíbeným výletním místem.
Hostinec byl zbořen kolem roku 1953 při budování pohraničního pásma. Teprve po dokončení uzavřené hranice mezi SRN a NDR v roce 1961 bylo místo opět zpřístupněno. Ovšem volný přechod mezi českou a německou stranou zde začal sloužit až v roce 2007.
Dnes se v místě nachází informační tabule s německo-českým textem, který nechala zřídit obec Deutschgeorgenthal a odpočívadlo pro turisty. Žebrácký roh leží na žlutě značené turistické stezce z Moldavy do Horní Vsi u Českého Jiřetína.